# Cratyna auriculae
Cratyna auriculae är en tvåvingeart som beskrevs av Yang och Zhang 1987. Cratyna auriculae ingår i släktet Cratyna och familjen sorgmyggor. Inga underarter finns listade i Catalogue of Life.